# 多巴猪笼草
，又称，是苏门答腊特有的热带食虫植物。其因大量分布于多巴湖附近而得名。
多巴猪笼草与昂嘎桑猪笼草（N. angasanensis）、小猪笼草（N. gracilis）、迈克猪笼草（N. mikei）和两眼猪笼草（N. reinwardtiana）存在着密切的近缘关系。

## 植物学史

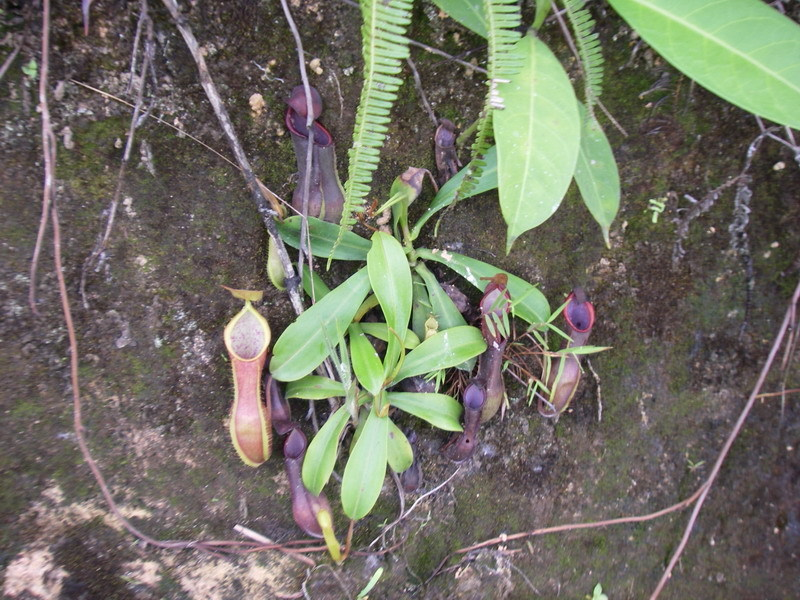
陆生的多巴猪笼草莲座状植株

1856年2月8日，约翰内斯·伊莱亚斯·特斯曼采集到了第一份多巴猪笼草标本，其可能采集自巴塔克地区。该标本包含雌性花序，编号为“H. L. B. 908,155-1106”。
马修·杰布和马丁·奇克在他们1997年的专著《猪笼草属（猪笼草科）的框架性修订》中将上述标本指定为多巴猪笼草的选模标本。
1928年，荷兰植物学家B·H·丹瑟在其开创性的专著《荷属东印度群岛的猪笼草科植物》中正式描述了多巴猪笼草。在当时仅能从许多标本中认识到多巴猪笼草。所以B·H·丹瑟认为其可能与两眼猪笼草是同一个物种：
|  | 多巴猪笼草仅发现于多巴湖的北部、西部及南部高原。其与两眼猪笼草存在着最为密切的近缘关系，同时我不敢肯定其是否是该物种的一个变型，但到现在为止也没有发现中间型。 |

在科学文献中，多巴猪笼草曾多次的与昂嘎桑猪笼草相混淆。B·H·丹瑟在1940年对密花猪笼草（N. densiflora）的描述中所述的多巴猪笼草实为昂嘎桑猪笼草。在罗斯朱迪·塔明（Rusjdi Tamin）和堀田满1986年关于苏门答腊的猪笼草专著中被鉴定为多巴猪笼草的物种实际上混合了昂嘎桑猪笼草和多巴猪笼草。
在园艺贸易中许多以多巴猪笼草名称销售的植株很可能是印度猪笼草（N. khasiana）与葫芦猪笼草（N. ventricosa）的杂交种。

## 形态特征

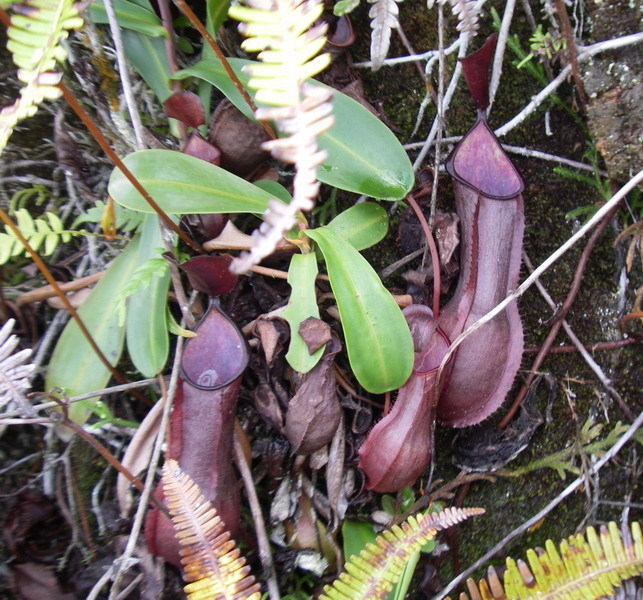
具暗紫色下位笼的多巴猪笼草莲座状植株，示其笼蔓与叶片的衔接处略为盾形

多巴猪笼草为藤本植物。茎可攀爬至7米的高处，直径可达6毫米。节间距可长达25厘米，呈圆柱形。但成年植株的茎可因源于节点延伸至整个节间的凹槽而呈棱柱形。
多巴猪笼草的叶片无柄至具小叶柄，革质，呈长圆形至匙形，可长达20厘米，宽至4厘米。叶尖通常为圆形，但也可能缩窄或钝尖。茁壮植株的笼蔓与叶片的衔接处有时略呈盾形。叶片渐狭或骤缩至基部，包住茎周长的一半。中脉两侧各有1至3条纵脉，但仅于茁壮植株的标本上明显。羽状脉不明显。笼蔓可长达30厘米。

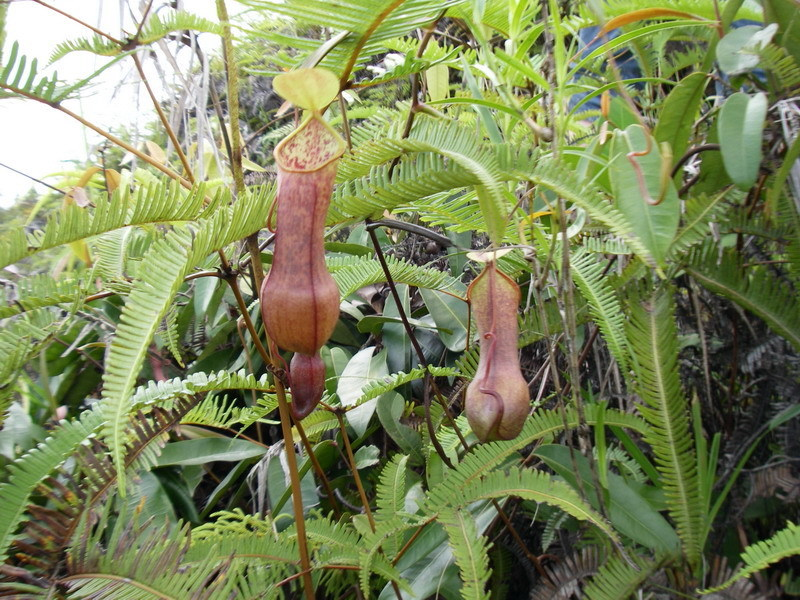
多巴猪笼草攀援茎上的上位笼

多巴猪笼草下位笼的下半部为卵形，上半部为圆柱形。其可高达20厘米，宽至4厘米。腹面具一对笼翼，其上半部或整体具翼须。下位笼卵形部分对应的内表面为腺体区。笼盖基部下方的捕虫笼内表面上偶尔会出现一对“眼点”。笼口为卵形，倾斜。唇较窄，仅可宽至5毫米，呈圆柱形或略展开，有明显的唇齿。笼盖为卵形至椭圆形，基部为心形。无附属物。笼盖基部的后方有一根可长达5毫米的笼蔓尾。其可能不分叉、二叉或三叉。
多巴猪笼草上位笼的最下部通常为漏斗形，下三分之一为窄卵形，上部为圆柱形或略缩窄。其体型较下位笼大，高可达25厘米，宽可至5厘米。内表面蜡质区极其发达。腹面的笼翼缩小为一对隆起。唇内缘部分约占截面表面总长度的40%。上位笼其余形态特征类似于下位笼。
多巴猪笼草的花序为总状花序。总花梗和花序轴都可长达20厘米。每一个花梗带两朵花，无苞片。雄性花序的萼片为椭圆形－钝尖，雌雄花序的萼片略窄。在不拉巴（Prapat）附近，4月可见到花序，但果实此时不常见。
多巴猪笼草植株各部分的毛被发达程度不均。大部分成熟的营养组织都无毛，仅中脉可能具持久性的毛被。叶腋通常存在星状的白色毛被。萼片披被着密集的绒毛，但花序其余部分仅披被着稀疏的短毛被。
某些变型笼盖的下表面为鲜红色，从而使其在周围的植被中显得特别的明显。

## 生态关系
多巴猪笼草是苏门答腊的特有种。其自然分布范围一度被认为北至亚齐省的加约地区（Gayo Lands），南至打鹿洞。20世纪末，在更靠南的地方发现了该物种新的分布地。其包括索克·麦拉皮山（Mount Sorik Merapi）及占碑省葛林芝湖附近的高海拔泥炭沼泽。查尔斯·克拉克根据实武牙附近低海拔原生地及潘丘卢保山的高海拔原生地得出其海拔分布范围为380至1800米。但依马修·杰布和马丁·奇克而言，多巴猪笼草可生长于海拔高达2750米的地区。
多巴猪笼草多陆生于开阔的区域。其通常生长于森林边缘，一般与薄子木属（Leptospermum）和桃金娘属（Rhodomyrtus）植物同域分布。
多巴湖地区存在着大量的多巴猪笼草，在这“很难不看到它”。多巴猪笼草也生长于葛林芝湖附近高海拔的泥炭沼泽森林中，其海拔约1100米。在此，多巴猪笼草与苹果猪笼草、小猪笼草、奇异猪笼草（N. mirabilis）、两眼猪笼草和匙叶猪笼草（N. spathulata）混生。猪笼草的纯种和自然杂交种在该地区表现出高度的渐渗。该地区的植被主要由杜鹃花属（Rhododendron）和野牡丹属（Melastoma）植物，以及兰花与蕨类组成。其非常矮小、茂密，高度很少超过3米。与婆罗洲沙捞越巴廖附近的高地荒原森林有几分相似。
根据2000年的评估，多巴猪笼草已被列入《2006年世界自然保护联盟濒危物种红色名录》中，保护状况为无危。
尚未在苏门答腊以外发现多巴猪笼草。

### 底内生物
多巴猪笼草的捕虫笼中存在着多种底内生物。一种栖息于爪哇多巴猪笼草等猪笼草属植物捕虫笼中螨类已被描述为“Creutzeria tobaica”。

## 相关物种
| 昂嘎桑猪笼草、迈克猪笼草和多巴猪笼草之间的形态特征区别（Salmon & Maulder, 1999） |                                  |                       |                                |
| 形态特征                                                                         | 昂嘎桑猪笼草                     | 迈克猪笼草            | 多巴猪笼草                     |
| 习性                                                                             | 有发自地下根茎的侧枝             | 无根茎                | 无根茎                         |
| 笼蔓尾                                                                           | 分叉状                           | 丛状                  | 丝状                           |
| 唇齿                                                                             | 长1.5至2毫米                     | 长0.2至0.4毫米        | 短于0.2毫米                    |
| 茎                                                                               | 圆柱形                           | 圆柱形                | 圆柱形至钝三棱柱形             |
| 苞片                                                                             | 仅偶尔出现于最底部的花梗基部附近 | 出现于所有花梗的中部  | 量少，出现于花梗基部或略基部处 |
| 捕虫笼腺体                                                                       | 300 / cm²                        | 150-180 / cm²         | 200-250 / cm²                  |
| 花梗花数                                                                         | 1朵                              | 1朵                   | 2朵                            |
| 雌性花序                                                                         | 55至125毫米；9至17朵花           | 40至80毫米；4至10朵花 | 195至400毫米；30至50朵花       |

2001年，查尔斯·克拉克对来自苏门答腊岛和西马来西亚的猪笼草进行了分支系统学分析，共利用了70个形态特征。以下为猪笼草进化树的“第6分支”。
|  | 小猪笼草   |
|  |            |
|  | 两眼猪笼草 |
|  |            |

|     | 多巴猪笼草                                                  |
|     |                                                             |
| 79% | \| \| 昂嘎桑猪笼草 \| \| \| \| \| \| 迈克猪笼草 \| \| \| \| |
|     | \| \| 昂嘎桑猪笼草 \| \| \| \| \| \| 迈克猪笼草 \| \| \| \| |
|     | 昂嘎桑猪笼草                                                |
|     |                                                             |
|     | 迈克猪笼草                                                  |
|     |                                                             |

|  | 昂嘎桑猪笼草 |
|  |              |
|  | 迈克猪笼草   |
|  |              |

|     | 多巴猪笼草                                                  |
|     |                                                             |
| 79% | \| \| 昂嘎桑猪笼草 \| \| \| \| \| \| 迈克猪笼草 \| \| \| \| |
|     | \| \| 昂嘎桑猪笼草 \| \| \| \| \| \| 迈克猪笼草 \| \| \| \| |
|     | 昂嘎桑猪笼草                                                |
|     |                                                             |
|     | 迈克猪笼草                                                  |
|     |                                                             |

|  | 昂嘎桑猪笼草 |
|  |              |
|  | 迈克猪笼草   |
|  |              |

|  | 小猪笼草   |
|  |            |
|  | 两眼猪笼草 |
|  |            |

|     | 多巴猪笼草                                                  |
|     |                                                             |
| 79% | \| \| 昂嘎桑猪笼草 \| \| \| \| \| \| 迈克猪笼草 \| \| \| \| |
|     | \| \| 昂嘎桑猪笼草 \| \| \| \| \| \| 迈克猪笼草 \| \| \| \| |
|     | 昂嘎桑猪笼草                                                |
|     |                                                             |
|     | 迈克猪笼草                                                  |
|     |                                                             |

|  | 昂嘎桑猪笼草 |
|  |              |
|  | 迈克猪笼草   |
|  |              |

|     | 多巴猪笼草                                                  |
|     |                                                             |
| 79% | \| \| 昂嘎桑猪笼草 \| \| \| \| \| \| 迈克猪笼草 \| \| \| \| |
|     | \| \| 昂嘎桑猪笼草 \| \| \| \| \| \| 迈克猪笼草 \| \| \| \| |
|     | 昂嘎桑猪笼草                                                |
|     |                                                             |
|     | 迈克猪笼草                                                  |
|     |                                                             |

|  | 昂嘎桑猪笼草 |
|  |              |
|  | 迈克猪笼草   |
|  |              |

多巴猪笼草的捕虫笼与宽叶猪笼草很相似，但茎和叶片的差别较大。
昂嘎桑猪笼草、血红猪笼草（N. sanguinea）、窄叶猪笼草（N. stenophylla）和毛盖猪笼草（N. tentaculata）的捕虫笼内表面上都曾发现过“眼点”。但这些物种大部分极少出现眼点或仅出现于个别捕虫笼中。但产自多巴湖南部的多巴猪笼草（特别是产自索克·麦拉皮山和实武牙至打鹿洞）常常出现眼点。

## 自然杂交种
已发现了多巴猪笼草与苹果猪笼草、两眼猪笼草、菱茎猪笼草、匙叶猪笼草和显目猪笼草（N. spectabilis）的自然杂交种。

## 扩展阅读
- 美国种质资源信息网络中关于多巴猪笼草的信息
- 食虫植物照片搜寻引擎中多巴猪笼草的照片（页面存档备份，存于）

 维基共享资源上的相關多媒體資源：多巴猪笼草
 維基物種上的相關：多巴猪笼草